# Éden Hotel (második évad)
A Viasat 3 Éden Hotel című valóságshowjának második szériája. A műsor 2012. március 5-én vette kezdetét, melyet ismét Horváth Éva vezetett. A forgatásra ezúttal a Csendes-óceán partján, a mexikói Costa Careyesben került sor. A reality 10 kezdő játékossal indult, és hozzájuk érkeztek további versenyzők.
A játék döntője 2012. május 24-én került adásba, amelyet végül Edina és Máté nyert; fejenként 12,5 millió forinttal lettek gazdagabbak.

## A játékosok
A Viasat3 felhívására több ezren jelentkeztek, köztük olyanok, akik nem először próbáltak meg bekerülni a játékba. Akadt 33-35 éves jelölt is, hiszen a csatorna felemelte a jelentkezési korhatárt.
| Név                        | Kor | Foglalkozás           |
| -------------------------- | --- | --------------------- |
| Peti (Ember Péter)         | 19  | tanuló                |
| Niki (Bognár Nikolett)     | 28  | vállalkozó            |
| Anikó (Bongár Anikó)       | 26  | rendezvényszervező    |
| Edina (Gacs Edina)         | 23  | hostess               |
| Máté (Major Máté)          | 25  | bróker                |
| Ádám (Sincki Ádám)         | 22  | úszó                  |
| Krisztián (Végh Krisztián) | 19  | autószerelő           |
| Noémi (Cap Noémi)          | 22  | egyetemista           |
| Gábor (Horváth Gábor)      | 35  | ács                   |
| Kíra (Radonics Kíra)       | 20  | marketing asszisztens |

| Név                          | Kor | Foglalkozás           |
| ---------------------------- | --- | --------------------- |
| Adrienn (Petróczi Adrienn)   | 22  | modell                |
| Tamás (Kovács Tamás)         | 26  | zenész                |
| Pít (Újvári Péter)           | 34  | értékesítési igazgató |
| Alexa (Juhh Alexandra)       | 22  | hosztesz              |
| Levente (Tűcs Levente)       | 26  | elemző                |
| Enrico (Eördögh Dániel)      | 22  | egyetemi hallgató     |
| Tomi (Bárányos Tamás)        | 34  | üzletvezető           |
| Omar (Touré Omar Károly)     | 24  | felszolgáló           |
| Nonszi (Császár Kitty)       | 20  | főiskolai hallgató    |
| Petra (Király Petra)         | 20  | egyetemi hallgató     |
| Nikolett (Kolozsi Nikoletta) | 21  | animátor              |
| Dávid (Walter Dávid)         | 27  | idegenvezető          |
| Márk (Szücs Márk)            | 22  | árubeszerző           |
| Patrik (Szücs Patrik)        | 22  | üzletvezető           |
| Reni (Balogh Renáta)         | 22  | táncos                |
| Andi (Norvégh Andrea)        | 21  | edző                  |
| Roland (Tóth Roland)         | 23  | egyetemi hallgató     |
| Betti (Horváth Bettina)      | 21  | ügyintéző             |
| Bogi (Gyömbér Boglárka)      | 24  | egyetemi hallgató     |
| Szöcske (Almási Rea)         | 23  | főiskolai hallgató    |

## A játék menete

### Kísértés
A Hotelbe időről-időre egy vagy akár több hódító/csábító is érkezhet. Ők is teljes jogú játékosok, így nekik is céljuk, hogy ne maradjanak pár nélkül. Küldetéssel is érkezhetnek az Éden Hotelbe, melynek célja valamely meglévő pár felbontása, vagy a kiesés elleni védettség megszerzése.

### Védettség
Mind az újonnan érkező, mind a Hotelben lakók számára megadatik a lehetőség, hogy védettséget szerezzen. A párválasztó ceremónián az a személy aki védettséggel rendelkezik, bárkit választhat, biztosan játékban marad. Abban az esetben, hogyha a védett játékos olyan személyt választ, akit már más is választott, úgy a védett személy folytathatja a játékot, míg bárki aki addig a választott személy mögött állt, elhagyja az Éden Hotelt. A játékosok különböző feladatok, titkos küldetések vagy ajánlattételek során kaphatnak védettséget.

### Ceremóniák

#### Kaktusz ceremónia
Az Éden Hotel második évadában került először megrendezésre. A lányok eldönthették, hogy ki az a fiú, akinek távoznia kell a Hotelből. Minden lány a számára legkevésbé szimpatikus fiúnak adott egy kaktuszt és az a fiú, aki a legtöbbet kapta, elhagyta az Éden Hotelt.

#### Párválasztó ceremónia
A párválasztás során valamelyik nemet mindig eggyel több ember képviseli. A ceremónia lényege, hogy senki nem maradhat pár nélkül. Amikor a lányok/fiúk választanak, akkor be kell állniuk az általuk kiválasztott fiú/lány mögé. Aki mögé több ember is áll, az dönti el, hogy az őt választó 2 ember közül kivel folytatja a játékot, és annak a nevét mondja ki. A másik játékos ezáltal kiesik a játékból.

#### Halál csókja ceremónia
Az Éden Hotel második évadában került először megrendezésre. A lányok és a fiúk - egyaránt feketére rúzsozott szájjal - csókot adnak annak, akivel nem szeretnék folytatni a játékot, két kiválasztott játékos közül. Aki kettejük közül több csókot kap, elhagyja az Éden Hotelt. Egyenlőség esetén mindketten távoznak a játékból.

### Párválasztás
| – A másik nem választott párt magának                     |
| – A győztes                                               |
| – A versenyző még nem volt beköltözve a hotelbe           |
| – A versenyző védettséggel választotta párjául a játékost |
| – A versenyző kiesett                                     |

| Választó | 1. (4.nap) | 2. (8.nap) | 3. (12.nap) | 4. (16.nap) | 5. (20.nap) | 6. (24.nap) | 7. (28.nap) | 8. (32.nap) | 9. (36.nap) | 10. (40.nap) | 11. (44.nap) | Státusz            |
| Választó | Választott | Választott | Választott  | Választott  | Választott  | Választott  | Választott  | Választott  | Választott  | Választott   | Választott   | Státusz            |
| -------- | ---------- | ---------- | ----------- | ----------- | ----------- | ----------- | ----------- | ----------- | ----------- | ------------ | ------------ | ------------------ |
| Máté     |            | Edina      |             | Edina       | Edina       |             | Edina       |             | Noémi       |              |              | Győztes            |
| Edina    | Máté       |            | Máté        |             |             | Máté        |             | Máté        |             | Máté         | Máté         | Győztes            |
| Roland   |            |            |             |             |             |             |             |             | Edina       |              |              | Kiesett a 48.napon |
| Anikó    | Gábor      |            | Tamás       |             |             | Levente     |             | Dávid       |             | Levente      | Levente      | Kiesett a 48.napon |
| Levente  |            |            |             | Anikó       | Anikó       |             | Anikó       |             | Anikó       |              |              | Kiesett a 47.napon |
| Szöcske  |            |            |             |             |             |             |             |             |             | Roland       | Roland       | Kiesett a 47.napon |
| Noémi    | Tamás      |            | Pít         |             |             | Omar        |             | Levente     |             | Márk         | Roland       | Kiesett a 44.napon |
| Márk     |            |            |             |             |             |             | Kíra        |             | Kíra        |              |              | Kiesett a 43.napon |
| Pít      |            | Noémi      |             | Noémi       | Noémi       |             | Petra       |             | Andi        |              |              | Kiesett a 42.napon |
| Andi     |            |            |             |             |             |             |             | Pít         |             | Pít          |              | Kiesett a 42.napon |

### Élet a Hotelben
A dőlt betűvel jelölt szereplők nem játékosként vesznek részt.
| Napok  | Párok            | Párok         | Párok          | Párok         | Párok            | Szingli szoba | Szingli szoba | Szingli szoba | Védett       | Esemény                | Kieső           |
| Napok  | Mexikó szoba     | Tenger szoba  | Flamingó szoba | Jaguár szoba  | Tükör szoba      | Hódító        | Csábító       | Pár nélkül    | Védett       | Esemény                | Kieső           |
| ------ | ---------------- | ------------- | -------------- | ------------- | ---------------- | ------------- | ------------- | ------------- | ------------ | ---------------------- | --------------- |
| 1.nap  | Edina Krisztián  | Anikó Gábor   | Noémi Peti     | Niki Ádám     | Kíra Máté        | Tamás         | Adrienn       | -             | -            | -                      | -               |
| 2.nap  | Edina Krisztián  | Anikó Gábor   | Noémi Tamás    | Niki Ádám     | Adrienn Máté     | -             | -             | Kíra Peti     | -            | -                      | -               |
| 3.nap  | Edina Krisztián  | Anikó Gábor   | Noémi Tamás    | Kíra Peti     | Adrienn Máté     | -             | -             | Niki          | -            | Kaktusz ceremónia      | Ádám            |
| 4.nap  | Niki Krisztián   | Anikó Gábor   | Noémi Tamás    | Kíra Peti     | Edina Máté       | -             | -             | -             | -            | Párválasztó ceremónia  | Adrienn         |
| 5.nap  | Niki Krisztián   | Anikó Gábor   | Noémi Tamás    | Kíra Peti     | Edina Máté       | Pít           | -             | -             | -            | -                      | -               |
| 6.nap  | Niki Krisztián   | Anikó Gábor   | Noémi Pít      | Kíra Peti     | Edina Máté       | -             | -             | Tamás         | Tamás        | Védettség              | -               |
| 7.nap  | Niki Krisztián   | Anikó Gábor   | Noémi Pít      | Kíra Peti     | Edina Máté       | -             | -             | Tamás         | Tamás        | -                      | -               |
| 8.nap  | Niki Krisztián   | Anikó Tamás   | Noémi Pít      | Kíra Peti     | Edina Máté       | -             | -             | -             | Tamás        | Párválasztó ceremónia  | Gábor           |
| 9.nap  | Niki Krisztián   | Anikó Tamás   | Noémi Pít      | Kíra Peti     | Edina Máté       | -             | Alexa         | -             | -            | -                      | -               |
| 10.nap | Niki Krisztián   | Anikó Tamás   | Edina Pít      | -             | Noémi Máté       | Levente       | Alexa         | Kíra          | -            | Kizárás                | Peti            |
| 11.nap | Niki Krisztián   | Anikó Tamás   | Edina Pít      | Kíra Levente  | Noémi Máté       | -             | Alexa         | -             | Alexa        | Védettség              | -               |
| 12.nap | Niki Krisztián   | Anikó Tamás   | Noémi Pít      | Alexa Levente | Edina Máté       | -             | -             | -             | Alexa        | Párválasztó ceremónia  | Kíra            |
| 13.nap | Niki Krisztián   | Anikó Tamás   | Noémi Pít      | Alexa Levente | Edina Máté       | Enrico Tomi   | -             | -             | -            | -                      | -               |
| 14.nap | Niki Krisztián   | Anikó Tamás   | Noémi Pít      | Alexa Levente | Edina Máté       | Enrico Tomi   | -             | -             | -            | -                      | -               |
| 15.nap | Niki Krisztián   | Anikó Tamás   | Noémi Pít      | Alexa Levente | Edina Máté       | Enrico Tomi   | -             | -             | -            | -                      | -               |
| 16.nap | Niki Krisztián   | Anikó Levente | Noémi Pít      | Alexa Tomi    | Edina Máté       | -             | -             | -             | -            | Párválasztó ceremónia  | Enrico Tamás    |
| 17.nap | Niki Krisztián   | Anikó Levente | Noémi Pít      | -             | Edina Máté       | Omar          | -             | Tomi          | Omar         | Ajánlat                | Alexa           |
| 18.nap | Niki Krisztián   | Anikó Levente | Noémi Pít      | Petra Tomi    | Edina Máté       | Omar          | -             | -             | Omar         | Szavazás               | Nonszi          |
| 19.nap | Niki Krisztián   | Anikó Levente | Noémi Pít      | Petra Tomi    | Edina Máté       | Omar          | -             | -             | Omar         | -                      | -               |
| 20.nap | Niki Krisztián   | Anikó Levente | Noémi Pít      | Petra Omar    | Edina Máté       | -             | -             | -             | Omar         | Párválasztó ceremónia  | Tomi            |
| 21.nap | Anikó Krisztián  | Edina Levente | Petra Pít      | Noémi         | Niki             | -             | Nikolett      | Omar Máté     | -            | Párcsere               | -               |
| 22.nap | Anikó Krisztián  | Edina Levente | Petra Pít      | Noémi Omar    | Nikolett Máté    | -             | -             | -             | -            | Választás              | Niki            |
| 23.nap | Anikó Krisztián  | Edina Levente | Petra Pít      | Noémi Omar    | Nikolett Máté    | -             | -             | Kíra          | -            | -                      | -               |
| 24.nap | Kíra Krisztián   | Anikó Levente | Petra Pít      | Noémi Omar    | Edina Máté       | -             | -             | -             | -            | Párválasztó ceremónia  | Nikolett        |
| 25.nap | Kíra Márk/Patrik | Anikó Levente | Petra Pít      | Noémi Omar    | Edina Máté       | Dávid         | -             | Krisztián     | -            | -                      | -               |
| 26.nap | Kíra Márk        | Anikó Levente | Petra Pít      | Noémi Omar    | Edina Máté       | Dávid         | -             | Krisztián     | Márk         | Védettség              | Patrik          |
| 27.nap | Kíra Márk        | Anikó Levente | Petra Pít      | Noémi Omar    | Edina Máté       | Dávid         | -             | Krisztián     | Márk         | -                      | -               |
| 28.nap | Kíra Márk        | Anikó Levente | Petra Pít      | Noémi Dávid   | Edina Máté       | -             | -             | -             | Dávid        | Párválasztó ceremónia  | Krisztián Omar  |
| 29.nap | Kíra Márk        | Anikó Levente | Petra Pít      | Noémi Dávid   | Edina Máté       | -             | Reni Andi     | -             | -            | -                      | -               |
| 30.nap | Kíra Márk        | Anikó Levente | Petra Pít      | Noémi Dávid   | Edina Máté       | -             | Reni Andi     | -             | Andi         | Védettség              | -               |
| 31.nap | Kíra Márk        | Anikó Levente | Petra Pít      | Noémi Dávid   | Edina Máté       | -             | Reni Andi     | -             | Andi         | -                      | -               |
| 32.nap | Kíra Márk        | Anikó Levente | Andi Pít       | Noémi Dávid   | Edina Máté       | -             | -             | -             | Andi         | Párválasztó ceremónia  | Petra Reni      |
| 33.nap | Kíra Márk        | Anikó Levente | Andi Pít       | Noémi Dávid   | Edina Máté       | Roland        | Betti         | -             | -            | -                      | -               |
| 34.nap | Kíra Márk        | Anikó Levente | Andi Pít       | Noémi Dávid   | Edina Máté       | Roland        | Betti         | -             | -            | -                      | -               |
| 35.nap | Kíra Márk        | Anikó Levente | Andi Pít       | Noémi Dávid   | Edina Máté       | Roland        | Betti         | -             | Betti Roland | Védettség              | -               |
| 36.nap | Betti Márk       | Anikó Levente | Andi Pít       | Noémi Máté    | Edina Roland     | -             | -             | -             | Betti Roland | Párválasztó ceremónia  | Kíra Dávid      |
| 37.nap | Betti Márk       | Anikó Levente | Andi Pít       | Noémi Máté    | Edina Roland     | -             | -             | -             | -            | -                      | -               |
| 38.nap | Betti Márk       | Anikó Levente | Andi Pít       | Noémi Máté    | Edina Roland     | -             | Bogi Szöcske  | -             | Szöcske      | Védettség              | -               |
| 39.nap | Betti Márk       | Anikó Levente | Andi Pít       | Noémi Máté    | Edina Roland     | -             | Bogi Szöcske  | -             | Szöcske      | -                      | -               |
| 40.nap | Szöcske Roland   | Anikó Levente | Andi Pít       | Noémi Márk    | Edina Máté       | -             | -             | -             | Andi         | Párválasztó ceremónia  | Betti Bogi      |
| 41.nap | Szöcske Roland   | Anikó Levente | Andi Pít       | Noémi Márk    | Fruzsina Norbert | -             | -             | Edina Máté    | -            | -                      | -               |
| 42.nap | Szöcske Roland   | Anikó Levente | -              | Noémi Márk    | Edina Máté       | -             | -             | -             | -            | Választás              | Andi Pít        |
| 43.nap | Szöcske Roland   | Anikó Levente | -              | -             | Edina Máté       | -             | -             | Noémi         | -            | Szavazás               | Márk            |
| 44.nap | Szöcske Roland   | Anikó Levente | -              | -             | Edina Máté       | -             | -             | -             | -            | Párválasztó ceremónia  | Noémi           |
| 45.nap | Szöcske Levente  | Anikó Máté    | Krisztián Omar | Alexa Dávid   | Edina Roland     | -             | -             | -             | -            | Párcsere               | -               |
| 46.nap | Szöcske Levente  | Anikó Máté    | Alexa Pít      | Noémi Omar    | Edina Roland     | -             | -             | -             | -            | Visszatérés            | -               |
| 47.nap | -                | Anikó Máté    | Alexa Pít      | Noémi Omar    | Edina Roland     | -             | -             | -             | -            | Halál csókja ceremónia | Szöcske Levente |
| 48.nap | -                | -             | -              | -             | Edina Máté       | -             | -             | -             | -            | Döntő                  | Anikó Roland    |

### Események
3.nap

A kaktusz ceremónián Máté 1, Krisztián 2, míg Ádám 4 kaktuszt is begyűjtött, így Ádám távozott.
4. nap

| Párválasztás | Választó   | Anikó | Kíra | Noémi | Niki      | Adrienn | Edina |
| Párválasztás | Választott | Gábor | Peti | Tamás | Krisztián | Máté    | Máté  |

Máté Edinát választotta, így Adrienn hagyta el a hotelt.
6.nap

Az új lakó Pít felajánlotta a fiú játékosoknak, hogy bármelyikük védettséget kaphat, jelenlegi párjukért cserébe. A lehetőséggel csak Peti és Tamás élt, így Pít választhatott, hogy melyik lányt szeretné párjának. Pít Noémit választotta, így Tamás kapta a védettséget.
8. nap

| Párválasztás | Választó   | Máté  | Gábor | Tamás | Pít   | Peti | Krisztián |
| Párválasztás | Választott | Edina | Anikó | Anikó | Noémi | Kíra | Niki      |

Tamás védettséggel rendelkezett, így Gábor hagyta el az Éden Hotelt.
10. nap

Peti Noémivel szembeni tiszteletlenségével megszegte a játék alapvető emberi szabályait, ezért azonnal távoznia kellett az Éden Hotelből.
11. nap
Az új lakó Levente párt választhatott magának a szingli lányok közül, azzal a feltétellel, hogy akit nem választ védettséget kap. Levente Kírát választotta, így Alexa kapta a védettséget.
12. nap

| Párválasztás | Választó   | Kíra    | Alexa   | Edina | Anikó | Noémi | Niki      |
| Párválasztás | Választott | Levente | Levente | Máté  | Tamás | Pít   | Krisztián |

Alexa védettséggel rendelkezett, így Kíra távozott a játékból. Peti a búcsúlevelében egy új esélyt adott neki, így Kíra később visszatérhet.
16. nap

| Párválasztás | Választó   | Máté  | Pít   | Krisztián | Tamás | Levente | Enrico | Tomi  |
| Párválasztás | Választott | Edina | Noémi | Niki      | Anikó | Anikó   | Alexa  | Alexa |

Alexa Tomit, Anikó pedig Leventét választotta, így Enrico és Tamás távozott.
17. nap

A műsorvezető Horváth Éva biztos pénzt ajánlott annak a játékosnak, aki azonnal elhagyja az Éden Hotelt. Az összeg 100 ezer forintról indult a játékosok pedig dönthettek, hogy kell-e nekik a pénzt. Végül 850 ezer forinttal, Alexa hagyta el az Éden Hotelt.
18. nap

A 18.-ik nap reggelén két lány is érkezett a Hotelbe. A lakóknak kellett dönteniük, hogy a két lány közül ki a szimpatikusabb. A másik lánynak távoznia kellett. Nonszit egyedül Tomi választotta, míg a többi játékos Petrára szavazott. Így Nonszi távozott a hotelből.
20. nap

| Párválasztás | Választó   | Levente | Krisztián | Tomi  | Omar  | Máté  | Pít   |
| Párválasztás | Választott | Anikó   | Niki      | Petra | Petra | Edina | Noémi |

Tomi és Omar is Petrát választotta. Omar védettséggel rendelkezett, így Tomi hagyta el a játékot.
22. nap
Nikolett a korábban kiválasztott Omar és Máté párjával, Noémivel és Nikivel ment kirándulásra, ahol el kellett döntenie, hogy melyik lány párjával szeretné folytatni a játékot, így egy lány számára véget ért a játék. Máté Nikolettet választotta, így Niki hagyta el a hotelt.
24. nap

| Párválasztás | Választó   | Anikó   | Edina | Noémi | Nikolett | Petra | Kíra      |
| Párválasztás | Választott | Levente | Máté  | Omar  | Pít      | Pít   | Krisztián |

Pít Petrát választotta, így Nikolett költözött ki a hotelből.
25. nap
Márk és Patrik ikerpárként költözött a hotelbe. Titkos küldetésük, hogy egyszerre csak az egyikőjük tölt el másfél órát a hotelben, majd ikertestvérével megbeszéli, hogy mi történt a Hotelben és leváltják egymást. Cél, hogy a Hotel lakói ne jöjjenek rá, hogy ők ketten játszanak. A dolog érdekessége, hogy az ikerpár gyerekkori ismerőse Kíra, akinek Patrik a beköltözés után fel is fedte titkos feladatukat.
26. nap
Bár az ikrek teljesítették küldetésüket, nekik kellett eldönteniük, hogy melyikőjük folytatja tovább a játékot. Patrik távozott, Márk pedig védettséget kapott.
28. nap

| Párválasztás | Választó   | Máté  | Omar  | Dávid | Krisztián | Márk | Pít   | Levente |
| Párválasztás | Választott | Edina | Noémi | Noémi | Kíra      | Kíra | Petra | Anikó   |

Márk átadta védettségét Dávidnak, így ő dönthetett arról, hogy a védettséggel rendelkező Dávid melyik lány mögé álljon be. Márk arra kérte Dávidot, hogy álljon Noémi mögé, így Omar hagyta el a játékot. Kíra pedig Márkot választotta, így Krisztián is távozni kényszerült.
30. nap
A fiúk dönthettek arról, hogy a két új játékos, Andi és Reni közül ki kapjon védettséget. A többség Andi mellett voksolt, így ő rendelkezhet védettséggel.
32. nap

| Párválasztás | Választó   | Edina | Kíra | Petra | Reni | Andi | Noémi   | Anikó |
| Párválasztás | Választott | Máté  | Márk | Pít   | Pít  | Pít  | Levente | Dávid |

Mivel Andi védettséggel rendelkezett, így Petra és Reni is el kellett hagyja a hotelt.
35. nap

A játékosok feladhatták jelenlegi párjukat a két új lakó egyikéért. A lányok dönthettek úgy, hogy Rolandra cserélik párjukat, a fiúk pedig Bettit választhatták. Az a játékos, aki úgy dönt, hogy lecseréli a párját, a következő párválasztáson védettséget kap. Az aktuális párválasztó ceremóniához a védettséget az kaphatta, akire többen lecserélték volna párjukat. Miután mindkét új lakót ugyanannyian választották volna jelenlegi párjuk helyett, így Betti és Roland is védett lett.
36. nap

| Párválasztás | Választó   | Pít  | Dávid | Máté  | Levente | Roland | Márk |
| Párválasztás | Választott | Andi | Noémi | Noémi | Anikó   | Edina  | Kíra |

A ceremónián egyenlő számban voltak a lányok és a fiúk, ráadásul egy fiú és egy lány védettséggel rendelkezett. Első körben a fiúk választhattak maguknak párt. A második körben Betti választhatott párt magának. Kírát korábban Márk választotta, Betti pedig Márkot. Betti védettséggel rendelkezett, így Kíra hagyta el a hotelt. Noémi választására ezután került sor, ő pedig úgy döntött, hogy Mátéval folytatja tovább a játékot, így Dávid is kiesett.
40. nap
Bogi és Szöcske titkos küldetéssel érkeztek a hotelbe, amelyet csak Szöcske teljesített, így Bogi még a párválasztó ceremónia előtt távozott.
| Párválasztás | Választó   | Andi | Betti | Noémi | Anikó   | Edina | Szöcske |
| Párválasztás | Választott | Pít  | Márk  | Márk  | Levente | Máté  | Roland  |

Márk úgy döntött, hogy Noémivel folytatja, így Betti is kiesett a játékból.
42. nap
Fruzsina és Norbi el kellett döntse, hogy melyik pár távozzon a hotelből. Döntésük alapján Andi és Pít hagyta el az Éden Hotelt. Mivel nem játékosként kerülnek a Hotelbe, Fruzsina és Norbert a választás után szintén távozott a játékból.
43. nap
A játékosok megszavazták, hogy ki a leggyengébb fiú és lány a Hotelben. A választásuk Szöcskére és Márkra esett, ők pedig egy-egy ajándékdoboz segítségével derítették ki, hogy melyikük folytathatja a játékot. Az egyik dobozban a folytatás, a másikban a hazatérés lehetősége volt, Szöcske az előbbit nyitotta, míg Márk az utóbbit, így Márk távozott.
44. nap
| Párválasztás | Választó   | Edina | Szöcske | Noémi  | Anikó   |
| Párválasztás | Választott | Máté  | Roland  | Roland | Levente |

Az utolsó Párválasztó ceremónián Szöcske és Noémi is Rolandot választotta. Roland Szöcske mellett döntött, így Noémi számára ért véget a játék.
45. nap
A lakóknak párt kellett cserélniük, valamint visszaköltözhettek azok a kiesett játékosok, Krisztián, Omar, Alexa és Dávid, akiket a lakók korábban kiválasztottak, mint lehetséges segítő társ.
46. nap
A lakóknak el kellett dönteniük, hogy a négy régi játékos közül ki legyen az a két bizalmas, aki a Hotelben marad. A választás Alexára és Omarra esett, így Krisztián és Dávid kiköltözött az Éden Hotelből. Helyükre visszatérhetett a korábban kiesett Pít és Noémi.
47. nap
A hotel lakói korábban kitöltöttek egy, a párjukra vonatkozó tesztet. A halál csókja ceremónián az a páros lett kiválasztva, akik a legrosszabbul teljesítettek ezen a teszten. A többieken múlott, hogy Levente és Szöcske közül ki távozik. Roland és Edina Leventének, Anikó és Máté pedig Szöcskének adott csókot, így Szöcske és Levente is távozott.
48.nap

#### A döntő
A második széria döntőjére a 48-ik napon került sor, ahová csak 2 pár, Edina és Roland, valamint Anikó és Máté jutott el.
A döntő reggelén a játékosok utoljára lehetőséget kaptak párcserére, így Máté visszatért korábbi párjához Edinához, Anikó pedig Rolanddal alkothatott egy párt. A végső döntés a korábban kiesett lakókra és a három előző szériabeli játékosra hárult, nekik kellett eldönteniük, hogy melyik pár kapja a 25 millió forintot. Egyesével beálltak a számukra szimpatikus játékos és ezáltal pár mögé.
Az előző széria szereplőinek neve dőlt betűvel jelölt.
| Edina és Máté | Edina és Máté | Anikó és Roland | Anikó és Roland |
| ------------- | ------------- | --------------- | --------------- |
| Alexa         | Omar          | -               | Pít             |
| Noémi         | -             | -               | Ádám            |
| Alíz          | -             | -               | Kristóf         |

Edina és Roland mögött is három támogató állt, Máté mögött egy, Anikó pedig támogatók nélkül maradt, így az Edina-Máté páros nyerte a döntőt.
A hűségpróba
A hűségpróba Edina és Máté között dőlt el. Egymásnak hátat fordítva, kezükben egy aranygömbbel, egyet mindig előre lépve, 2,5 millió forinttal növelték azt az összeget amelyet bármelyikük megnyerhet. Minden lépésnél fél percük volt a döntésre, ha bármelyikük eldobja a gömböt, garantált nyereménnyel távozik, a maradék összeget pedig a mögötte álló támogatók kapják, párja pedig pénz nélkül távozik.
Edina és Máté is végig a kezében tartotta a gömböt, így együtt nyerték meg a 25 millió forintot, fejenként pedig ennek az összegnek a felével távozhattak.

## Külső hivatkozások
- A reality hivatalos oldala